# چیزون دی ولمرینو
چیزون دی ولمرینو (به ایتالیایی: Cison di Valmarino) یک کومونه در ایتالیا است که در استان ترویزو واقع شده‌است. چیزون دی ولمرینو ۲۸ کیلومتر مربع مساحت و ۲٬۵۵۳ نفر جمعیت دارد و ۲۶۱ متر بالاتر از سطح دریا واقع شده‌است.